# Fossil Mountain
Fossil Mountain är ett berg i Kanada.   Det ligger i provinsen Alberta, i den centrala delen av landet, 3 000 km väster om huvudstaden Ottawa. Toppen på Fossil Mountain är 2 946 meter över havet, eller 505 meter över den omgivande terrängen. Bredden vid basen är 2,4 km.
Terrängen runt Fossil Mountain är varierad. Trakten runt Fossil Mountain är nära nog obefolkad, med mindre än två invånare per kvadratkilometer.. Närmaste större samhälle är Lake Louise, 12,8 km sydväst om Fossil Mountain. 
Trakten runt Fossil Mountain består i huvudsak av gräsmarker.